# バリャドリッドRAC
バリャドリッド・ラグビー・アソシアシオン・クルブ（西: Valladolid Rugby Asociación Club、略称: VRAC）は、スペインのカスティーリャ・イ・レオン州バリャドリッド県バリャドリッドに本拠地を置くラグビーユニオンクラブ。ディビシオン・デ・オノール（1部）に所属。ホームスタジアムはエスタディオ・ペペ・ロホ。

## 概要
1986年創設。
チームカラーは青色と白色。

## 歴史

### ヨーロッパカップ戦での歴史
2001-02シーズンにはチャレンジカップに初めて出場したが、イングランドのロンドン・アイリッシュ、フランスのUSダクス、イタリアのラクイラ・ラグビーに対して6戦全敗だった。
2003-04シーズンのチャレンジカップではイングランドのニューカッスル・ファルコンズにホーム&アウェーそれぞれで大敗した。同シーズンのヨーロピアン・シールドではイタリアのオヴェルマック・ラグビー・パルマFCに対して善戦したが、ホーム&アウェーでの2連敗は避けられなかった。2004-05シーズンのチャレンジカップではイタリアのラグビー・ビアダナにホーム&アウェーそれぞれで大敗し、ヨーロピアン・シールドでもイングランドのリーズ・カーネギーにホーム&アウェーそれぞれで大敗した。
2011-12シーズンにスペイン王者となったことでチャレンジカップ出場権を得たが、経済的な問題によって出場機会を失い、バリャドリッドRACの代わりにゲルニカRTがスペインを代表して出場した。
2014-15シーズンにはコパ・イベリカ・デ・ラグビーでポルトガルのCDULと対戦して勝利した。2015-16シーズンにはスペイン王者としてチャレンジカップ予選に参加し、ベルギーのロイヤル・キトゥロRCとイタリアのモリアーノ・ラグビーには勝利したが、ポルトガルのGDディレイトとルーマニアのティミショアラ・サラセンズに敗れて2勝2敗だった。

## タイトル
- ディビシオン・デ・オノール
  - 6回優勝 : 1998-99, 2000-01, 2011-12, 2012-13, 2013-14, 2014-15
- コパ・デル・レイ（英語版）
  - 4回優勝 : 1997-98, 2009-10, 2013-14, 2014-15
- スーペルコパ・デ・エスパーニャ（英語版）
  - 5回優勝 : 2010, 2012, 2013, 2014, 2015

## 成績

### 国内大会
| シーズン | Div. | 所属リーグ | 順位 | 備考       |
| -------- | ---- | ---------- | ---- | ---------- |
| 1987-88  | 2部  | オノールB  | 9位  |            |
| 1988-89  | 2部  | オノールB  | 8位  |            |
| 1989-90  | 2部  | オノールB  | 2位  |            |
| 1990-91  | 2部  | オノールB  | 1位  | 1部昇格    |
| 1991-92  | 1部  | オノール   | 10位 |            |
| 1992-93  | 1部  | オノール   | 10位 |            |
| 1993-94  | 1部  | オノール   | 4位  |            |
| 1994-95  | 1部  | オノール   | 3位  |            |
| 1995-96  | 1部  | オノール   | 7位  |            |
| 1996-97  | 1部  | オノール   | 4位  |            |
| 1997-98  | 1部  | オノール   | 4位  | カップ優勝 |
| 1998-99  | 1部  | オノール   | 1位  | リーグ優勝 |
| 1999-00  | 1部  | オノール   | 5位  |            |
| 2000-01  | 1部  | オノール   | 1位  | リーグ優勝 |
| 2001-02  | 1部  | オノール   | 5位  |            |

| シーズン | Div. | 所属リーグ | 順位         | 備考                                       |
| -------- | ---- | ---------- | ------------ | ------------------------------------------ |
| 2002-03  | 1部  | オノール   | 3位          |                                            |
| 2003-04  | 1部  | オノール   | 3位          |                                            |
| 2004-05  | 1部  | オノール   | 4位          |                                            |
| 2005-06  | 1部  | オノール   | 6位          |                                            |
| 2006-07  | 1部  | オノール   | 4位          |                                            |
| 2007-08  | 1部  | オノール   | 4位          |                                            |
| 2008-09  | 1部  | オノール   | 4位          |                                            |
| 2009-10  | 1部  | オノール   | 4位          | カップ優勝                                 |
| 2010-11  | 1部  | オノール   | 5位          | スーパーカップ優勝                         |
| 2011-12  | 1部  | オノール   | 1位 / 優勝   | リーグ優勝                                 |
| 2012-13  | 1部  | オノール   | 1位 / 優勝   | スーパーカップ優勝・リーグ優勝             |
| 2013-14  | 1部  | オノール   | 1位 / 優勝   | スーパーカップ優勝・リーグ優勝・カップ優勝 |
| 2014-15  | 1部  | オノール   | 1位 / 優勝   | スーパーカップ優勝・リーグ優勝・カップ優勝 |
| 2015-16  | 1部  | オノール   | 1位 / 準優勝 | スーパーカップ優勝                         |

### 国際大会
| シーズン | 大会                   | 試合 | 勝 | 分 | 敗 | 得点 | 失点 | 点差 |
| -------- | ---------------------- | ---- | -- | -- | -- | ---- | ---- | ---- |
| 2001-02  | チャレンジカップ       | 6    | 0  | 0  | 6  | 53   | 307  | -254 |
| 2003-04  | チャレンジカップ       | 2    | 0  | 0  | 2  | 37   | 137  | -100 |
| 2003-04  | ヨーロピアン・シールド | 2    | 0  | 0  | 2  | 19   | 42   | -23  |
| 2004-05  | チャレンジカップ       | 2    | 0  | 0  | 2  | 10   | 147  | -137 |
| 2004-05  | ヨーロピアン・シールド | 2    | 0  | 0  | 2  | 11   | 174  | -163 |
| 2015-16  | チャレンジカップ予選   | 4    | 2  | 0  | 2  | 114  | 68   | 46   |
| 通算     | 通算                   | 18   | 2  | 0  | 16 | 234  | 875  | -641 |

## 歴代所属選手
- ビクトル・アセベド
- フェルナンド・デ・ラ・カジェ（英語版）
- アニバル・フェルナンド・ボナン
- ベンハミン・パルド
- イグナシオ・グティエレス・ミュラー
- アダム・ニュートン
- ガレス・グリフィス
- マイク・デイヴィス（英語版）
- グレン・ルイス・ロールス
- アルバル・ヒメノ